# Ghețărie

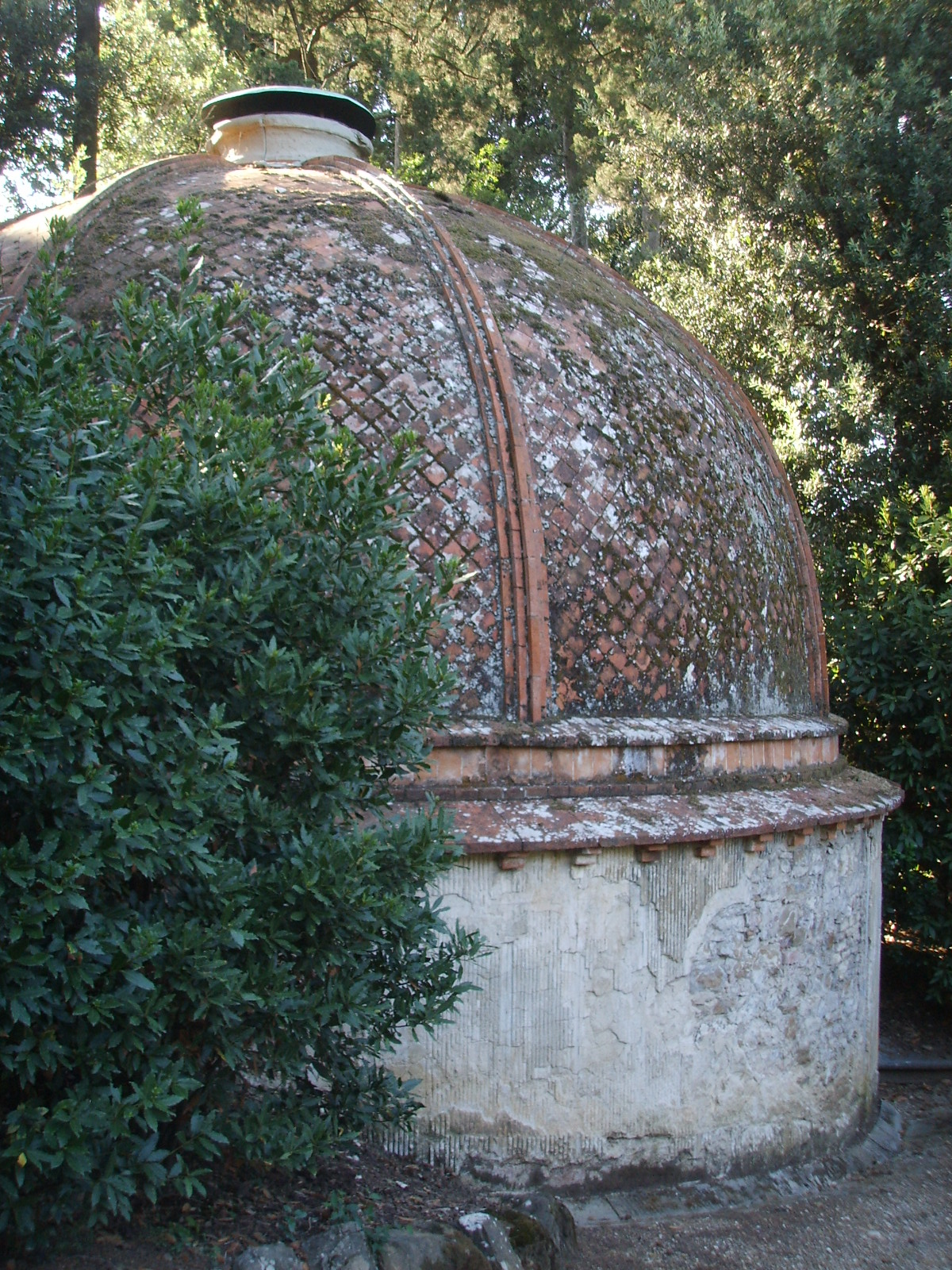
Ghețărie cu cupolă în Grădina Boboli, Florența.

O ghețărie (numită uneori și lehniță) este o structură folosită pentru depozitarea gheții pe tot parcursul anului, utilizată frecvent înainte de invenția frigiderului. Deobicei erau camere subterane, amplasate aproape de surse naturale pentru colectarea gheții în timpul iernii, cum ar fi lacurile de apă dulce.
Pe timp de iarnă, gheața și zăpada se tăiau din râuri sau lacuri, apoi se duceau în ghețărie și se ambalau cu o izolație (adesea paie sau rumeguș). După care gheața nu se topea timp de multe luni, adesea până la iarna următoare, și se putea folosi și în lunile de vară. Principalul folos a gheții depozitate a fost conservarea alimentelor, dar ghețăria se putea folosi pur și simplu pentru răcirea băuturilor sau pentru prepararea înghețatei sau sorbetului. În cea mai importantă perioadă a comerțului de gheață, o ghețărie comercială putea conține 2.700 de tone de acest obiect.

## Istoric
O tablă cuneiformă din c. 1780 î.Hr. înregistrează construcția unei ghețării de către regele Mari-ului Zimri-Lim, în orașul Terqa din nordul Mesopotamiei. În China, arheologii au găsit resturi de încăperi pentru depozitarea gheții, datând secolului al VII-lea î.Hr., iar unele referințele sugerează că acestea au fost utilizate chiar înainte de 1100 î.Hr. Alexandru cel Mare a depozitat zăpada în încăperi săpate pentru acest scop în jurul anului 300 î.Hr. În Roma, în secolul al III-lea d.Hr., zăpada se importa din munți, și se depozita în structuri săpate și acoperite cu paie, iar apoi se vindea la niște magazine ce se ocupau de tratarea zăpezii. Gheața care se forma în fundul structurii se vindea la un preț mai mare decât zăpada de deasupra.

### În România
Exemple de ghețării se găseau în Tulcea până în anii 1970, unde o dată cu venirea iernii, când Dunărea și lacurile Deltei se înghețau, echipe de tăietori de gheață cu topoare, fierăstraie și căngi, tăiau aceasta în blocuri de 1 m lungime și 10 kg greutate. Apoi bucățile se transportau în ghețării săpate aproximativ 2 m, cu pereți izolați cu stuf și acoperiți cu maldăre groase tot de stuf. Acoperișul era susținut de un schelet din brad sau stejar, și cu stuful bătut în trei straturi, adesea dus din bălțile de la Sfântu Gheorghe. Bucățile de gheață erau introduse în aceste încăperi, și erau despărțite de straturi de paie așezate între ele. Se pot găsi ghețării și în alte părți din România, cum ar fi cea al Palatului Mogoșoaia de lângă București.

## Ghețărie tip mobilier

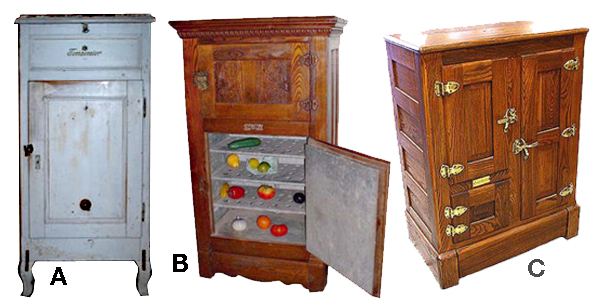
Trei ghețării.

În a doua jumătate a secolului al XIX-lea, înainte de inventarea frigiderului, ghețăriile erau o piesă de mobilier împărțită în două secțiuni. În partea de sus se punea o bucată mare de gheață care se schimba la fiecare trei sau patru zile. Partea de jos menținea mâncarea la rece.
Înainte de a fi inventate congelatoarele, gheața era recoltată iarna sau luată din ghețarii de pe munți și apoi depozitată în ghețării izolate cu rumeguș sau paie. După dezvoltarea mașinilor de răcire cu abur sau petrol, precum cel al germanului Carl von Linde din 1877, aceste depozite au fost transformate în instalații pentru gheață artificială.

## Galerie

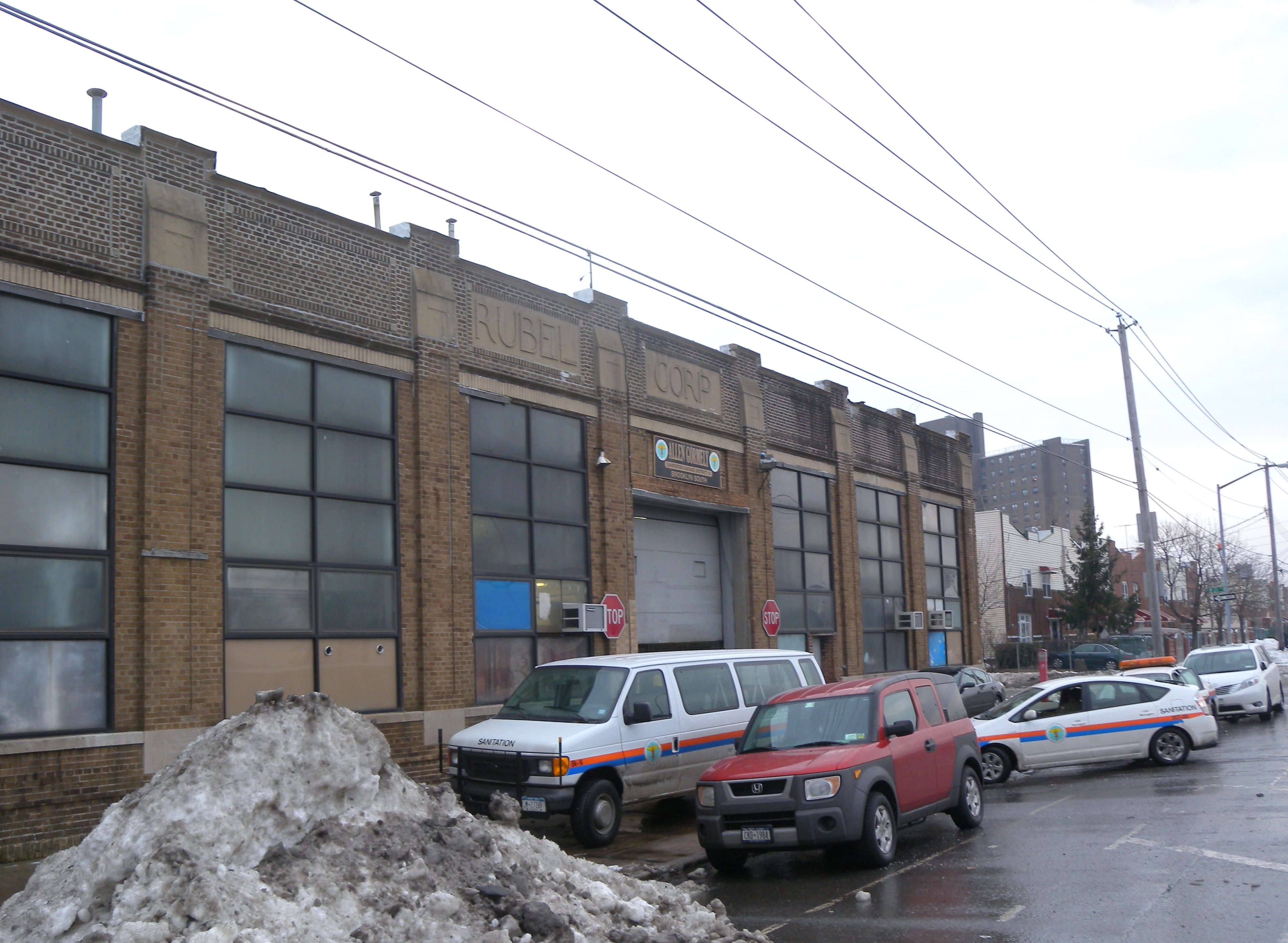
Fostă ghețărie în Coney Island, Brooklyn, New York City.
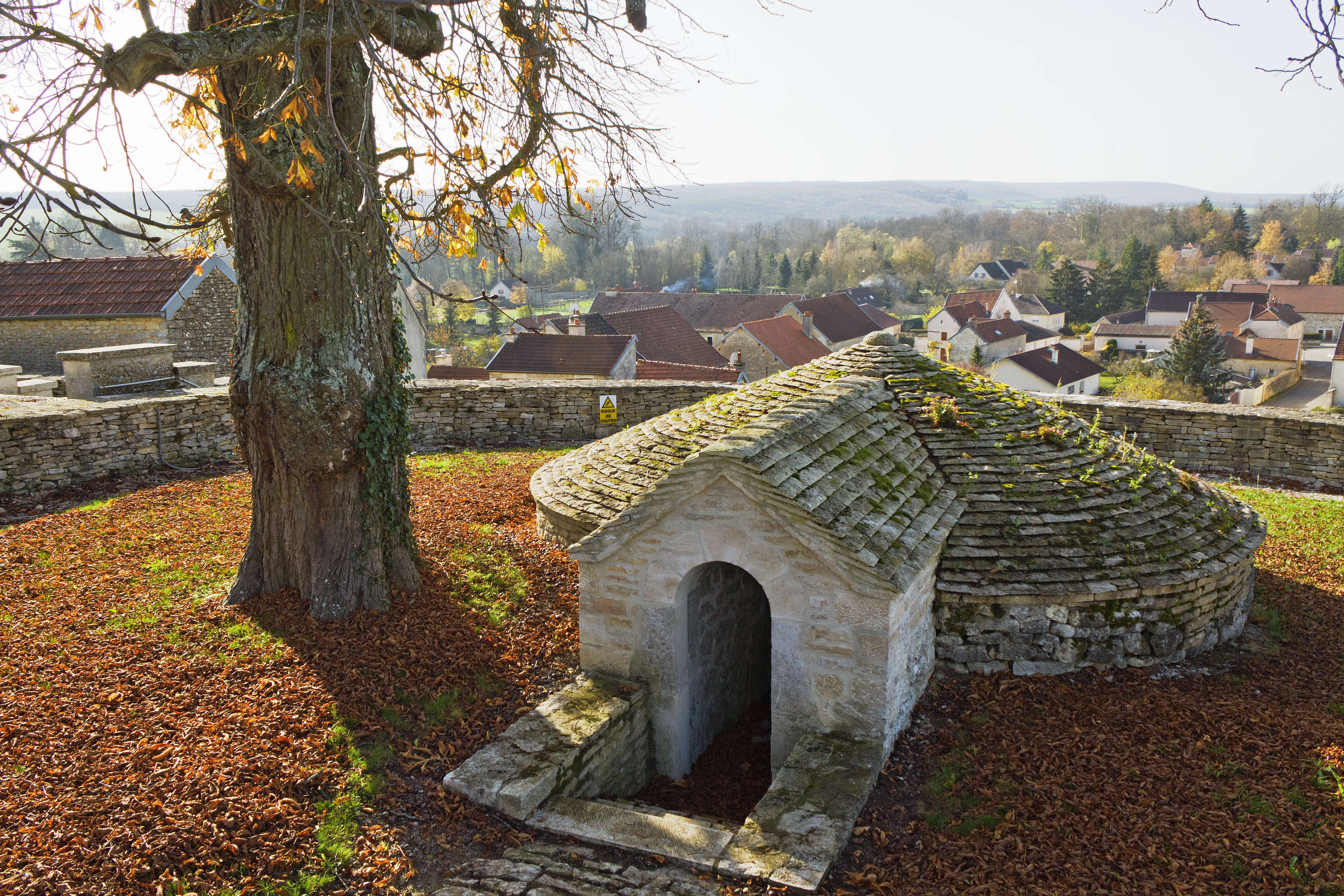
Ghețărie în Diénay, Franța.
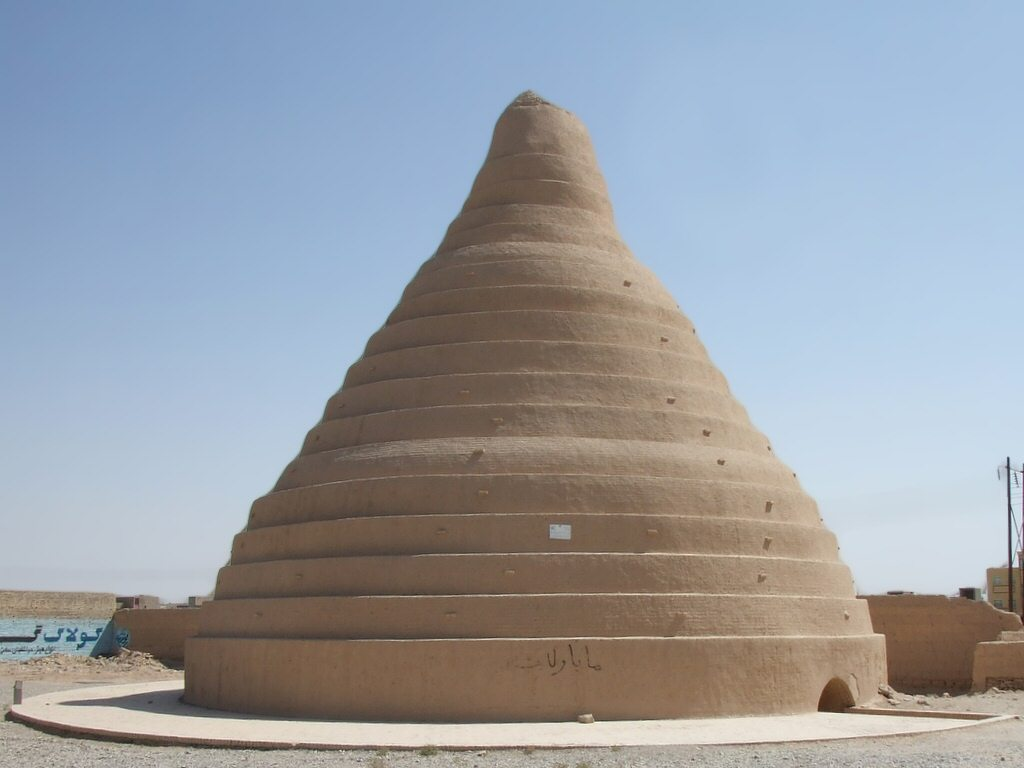
Yakhchāl in Yazd, Iran.
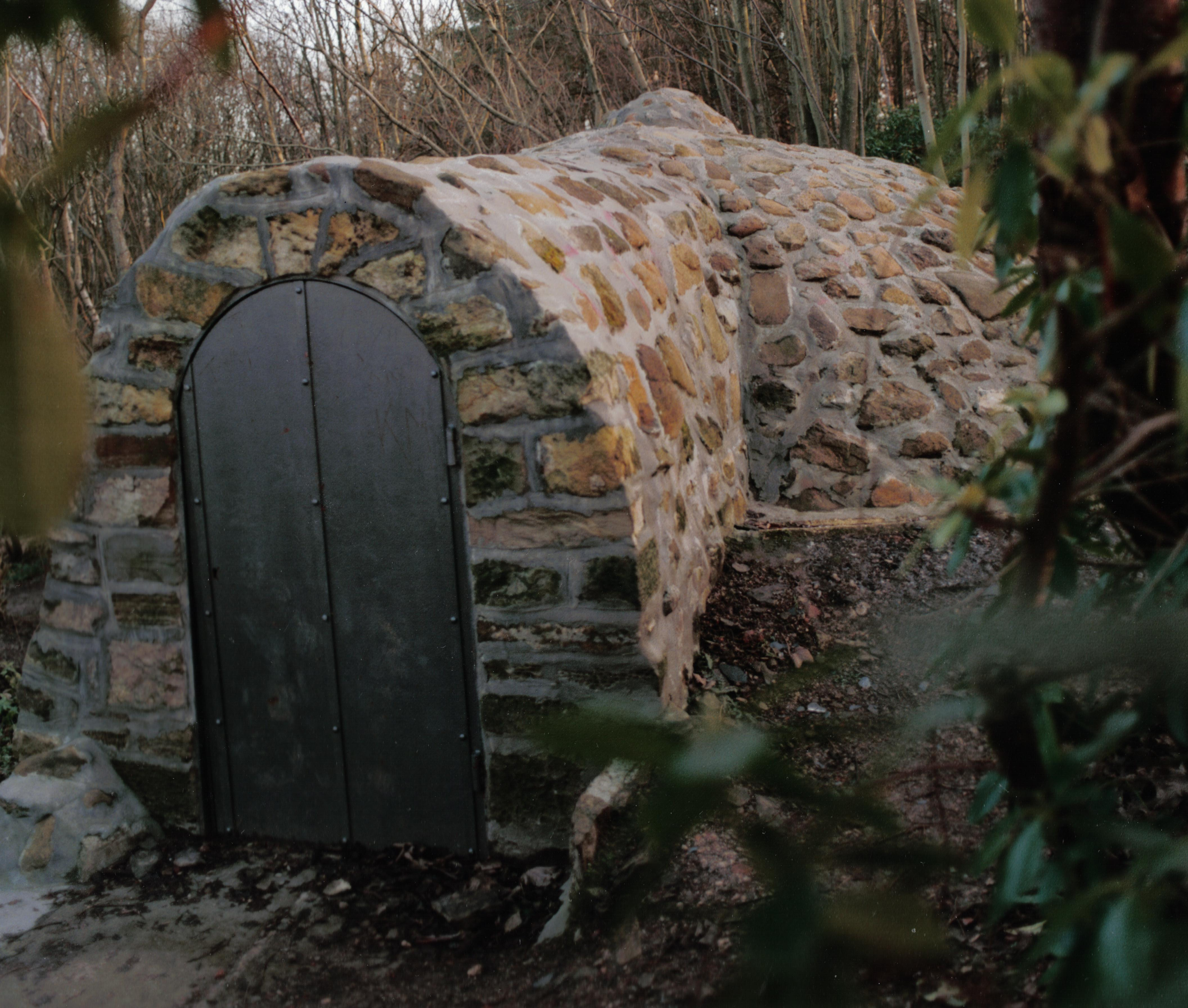
Ghețărie restaurată a castelului Eglinton. Irvine, North Ayrshire, Scoția.